# 混血
混血（こんけつ）は、生物を分類するにあたり異なると考えられている枠組みに属する親どうしの間に子が生まれること。特に人間を指してこのように呼ぶ場合は、人種・民族等の区別が前提となる。

## 概説
明治時代には「雑種」が混血と同じ意味で使われた。『大言海』は「混血児」とともに「血混児」を収録した。
人間の場合は人種または民族の異なる父母の間に子が生まれることを指す。人種・民族といった範疇を血液に象徴させ、「血と血が混ざり合う」と表現した語だが、実際に混ざり合うのは遺伝子である。ただし、人種・民族ともに生物学的に定義することは難しい。したがって、混血とは生物学的な概念というより、形質的・文化的な特徴と傾向に基づく主観的な概念である。対照的に、「純血」という語がある。現在残っているヒトはすべて同じ生物種のホモ・サピエンスであり、完全な交配が可能である。このため、ヒトの混血とはあくまでも同じ種の内部における概念と考えられる。人種の違いはわずかな遺伝形質（皮膚の色や髪の色・顔つき・体格など）の組み合わせによる差異である。民族は、おおむね一つの共通出自を自認する、文化的徴表で区分される集団のことを意味していることから、身体的特徴の重要性が高くなく、人種とは本質的に区別されている概念である。
ヒトは社会的動物であり、各々の人種・民族の単位で結束が固い社会にあっては、または封建的な社会において所定の氏族が政治的・社会的に優位に立っている場合などには族内婚で生まれた子供に比して、混血の人々が差別の対象とされやすい。また、特に双方の人種・民族の間に深い軋轢のある社会においては、混血の立場にある人の社会的地位が問題になる場合がある。一方で、相互の人種・民族間において友好関係がある場合や、一方の人種・民族にもう片方の人種・民族が憧憬を抱いている場合、混血者は尊重や憧憬の対象とみなされるケースもある。
もっとも、外見上の特徴とは別に、混血の人々のアイデンティティーの根幹をなす文化的同一性や、一つの民族・国家への「帰属意識」といったものは遺伝されず、教育の方針・過程やその他環境により各人各様に決定される。例えば、同じ民族的出自を持っている人間どうしであっても、互いにまったく違う文化同一性が形成されることがある。
なお、二通りの人種・民族だけではなく、何種類の人種・民族から生まれる場合も混血という。特に古くから国際的な交易があった地域または他民族の流入が激しかった地域では、人種・民族などの混合や交流がみられる。この場合は、自身の系譜の一部を占める民族である民族的なルーツを模索し、自らの価値観や好みに沿う文化を選択するケースもある。

## 世界全体における混血

### 有史以前、他の人類との混血
近年の研究では、ヒトと旧人類のホモ・ネアンデルターレンシスやデニソワ人との間にも混血があったことが明らかになっている。

### 有史以前の人種間混血
- ネグロイド+コーカソイド…北アフリカ
- ネグロイド+モンゴロイド…マダガスカル
- コーカソイド+モンゴロイド…中央アジア、極北（テュルク系民族、ウラル系民族）
- コーカソイド+オーストラロイド…パキスタン、インド西部
- コーカソイド+オーストラロイド+モンゴロイド…インド東部
- モンゴロイド+オーストラロイド…ポリネシア、オセアニア

### 有史以降(大航海時代以降)
日本社会では単に「ハーフ」と呼ばれる人々も、世界（ここでは主に欧米圏）では様々な名称で呼ばれ区別される。英語圏ではmultiracial, mixedなどの語が使われる。日本社会で一般的に「ハーフ」と呼ばれる日本（アジア）人と欧米系白人の混血は「ユーラシアン」と呼ばれ、欧米系白人とアフリカ系黒人の混血は「ムラート」と呼ばれている。また、欧米系白人（特にスペイン人）とインディオとの混血は「メスティーソ」と呼ばれ、ラテンアメリカでは人口の多くをメスティーソが占める国も少なくない。同じくラテンアメリカでは黒人とインディオの混血は「サンボ」と呼ばれる。
ユーラシア大陸のコーカソイドの多い西側とモンゴロイドの多い東側のちょうど中間に位置する国々には、両者の混血によって成立した民族が主要な国民である国や地域が存在する。例えば、フィンランドのフィン人、エストニアのエストニア人、ハンガリーのマジャル人、ブルガリアのブルガリア人、トルコ共和国のトルコ人、中国・新疆ウイグル自治区のウイグル族などは、コーカソイドとモンゴロイドの混血によって成立した民族である。彼らは、アメリカ大陸に西から来たモンゴロイドが、東から来たコーカソイドと混血して生まれたメスティーソの諸民族とは逆の事例である。
奴隷制度があった時代のアメリカでは、ワンドロップ・ルールというものが使われていた。これは、僅かでも黒人の血が入っていればたとえ白人の血の方が圧倒的に濃くても黒人に分類されるという考えである。その為、白人と黒人の間に生まれた子供も多くが奴隷として売られていった。（例えば、第3代アメリカ合衆国大統領トマス・ジェファーソンが所有する奴隷であったサリー・ヘミングスは、4分の1だけ黒人の血を引いていたが、外観はほとんど白人に近く、真っ直ぐな髪を背中に垂らしていた。）ケニア出身の黒人の父とアメリカ出身の白人の母を持つバラク・オバマが「アメリカ史上初の黒人大統領」と呼ばれている事からも分かるように、奴隷制度が無くなった現代でもこの考えは無くなってはおらず、有色人種と白人の間に生まれた子供は有色人種に分類される事が多い。なお、現在のアフリカ系アメリカ人は他国のアフリカ系に比べると混血化が進んでおり、全体の約58%が8分の1以上、19.6%が4分の1以上、1%が2分の1以上白人の血が、5%が8分の1以上ネイティブ・アメリカンの血がそれぞれ混じっていると言われている。
パラグアイでは、国民の90%以上が、日本人と同じモンゴロイド系であるグアラニー人などのインディヘナの血が強い、スペイン人との間の混血（メスティーソ）である。これは、征服当初この地に住んでいたグアラニー人が、やってきたスペイン人と同盟して他のインディヘナを打ち破る過程で両者が積極的に混血を受け入れたこと、また、初代国家元首フランシア博士が政策的に異人種間の通婚を推奨、強制したためである。そのため現在のパラグアイ人は「グアラニー」の血を引くことを誇りに思っていて、小柄でアジア的な風貌の人も少なくない。
ナチスドイツ時代のドイツではアーリア人とその他の人種との混血が禁じられ（Rassenschande）、避妊手術を条件にドイツ人との結婚が例外的に認められた日本人歌手田中路子の例などがある。アメリカ合衆国でも公民権運動以前の1960年代半ばまで白人とその他の人種との婚姻が南部16州で法的に禁じられ、サウスカロライナ州のボブ・ジョーンズ大学では聖書に反するとして2000年まで異人種間（白人と非白人）の交際すら禁止されていた。

## 日本国内における混血
この項では、近現代における日本人と他民族との混血について述べる。
日本では一般に「ハーフ（Hāfu）」と呼ばれる。「ハーフ」という呼称は、横浜で生まれ育った作家、北林透馬が1930年に発表した小説『街の國際娘』で初めて使用された。戦後、1960年代からは横浜以外の地域にも広まり始め、当時のザ・ゴールデン・カップスやその後1970年代に活躍した「ゴールデンハーフ」というハーフ女性のアイドルグループの名称から全国的に広まったとされる。そのため、初期は「ハーフ」といえば女性を指していると解する人もいた。また、主に日本籍者と外国籍者の子供、その中でも日本籍者と欧米系白人の子供を指す場合が多かった（ただし、現在でも単に「ハーフ」と言った場合は大抵このパターンを指す）。白人以外との「ハーフ」は、人種や国名を前につけて表現される場合が多い。
日本において特に社会的に注目されるようになったのは、戦後、イギリスやアメリカなどの連合国軍兵士との間に生まれた人々（GIベビー）である。当時は「混血児」や「あいのこ」と呼ばれ、その母親が水商売や当時パンパンと言われる売春婦を行っている場合のみならず、占領軍施設や占領軍向けの小売店などで働く女性が、兵士と自由恋愛の末に出産をしたケースも含めて、周囲から差別やいじめを受けた。特に黒人との間に生まれた人々は、肌の色が一般の日本人から大きくかけ離れていることもあり、一般の日本社会から差別やいじめを受けたり、排除されたりする傾向が顕著であった。
やがて、差別やいじめの起因となることから「混血児」という呼称の使用は避けられるようになった。1972年、沖縄県が日本政府の施政下に戻ったとき、ここでもアメリカ人の間に生まれた混血児が注目された。以降、軍事基地と関わる社会問題として語られることが多く、その文脈で語ることは沖縄の当事者にとって不名誉な烙印ともなっている。
1980年代初頭には、無国籍問題などで注目されたが、1984年の国籍法改正により、無国籍問題として注目されることはなくなった。1980年代以降、国際結婚で生まれた子供ということから、一部から「国際児」という呼称も使われ始めるが、現在は教育学の研究者が主に用いている。
1990年代に入り、「ハーフ」という呼称の語源に「半分」という意味があることから、差別用語ではないかとの意見が現れた。そして、2つのルーツを持つという意味から「ダブル」という呼称を採用しようとする動きが一部の親などから出始めた。しかし、「ダブル」と言う呼び方は、「実際には一つの文化のもとに育った人や、3つ以上のルーツを持つ人に当たらない表現である」と考える人も多い。また「二倍の存在であるとはおこがましい」という指摘もあり、実際「ダブル」に該当する酒井高徳は自著『W～ダブル～　- 人とは違う、それでもいい -』を出版した際に「おこがましいかもしれないけれど」と断りを入れている。
1998年、沖縄県にアメラジアン・スクール・イン・オキナワ（AASO）が出来たことにより、それ以降、在日米軍の関係者と地元女性との間に生まれた子供について「アメラジアン（アメリカン+アジアン）」と呼ばれることがあるが、これも特別な呼称を付けること自体に批判がある。なお、「ハーフ」と呼ばれる人を片親に持つ人は「クォーター（quarter）」とも呼ばれる。同様に「ワンエイス（one-eighth、8分の1）」、「ワンシックスティーンス（one-sixteenth、16分の1）」という呼び方もある。
2020年代のマスメディアにおいては、「ハーフ」は、「混血児、合いの子」と共に差別語として「使わない」あるいは「使用を避ける」となっており、言い換えは「父が日本人で、母がフィリピン人」（秋元才加の例）のように具体的に記述する、としている。なお「混血」の語は歴史的・人類学的文脈では使う場合もあり、「ハーフ」は当事者が自称する場合は許容されるが、乱用はしないこと、としている。

### 割合など
日本は人種・民族に関する人口統計を行っていないため、混血者の割合を求める場合は親の国籍による。しかし、国籍は法的な概念であり人種・民族とは必ずしも一致しないため、個別事例をみるときに注意が必要である。
厚生労働省の調査では、2006年に生まれた新生児約110万人のうち、少なくとも片親が外国国籍の子供が35651人と約3.2%を占めることが、2008年8月4日の東京新聞などで報道された。その中で、両親とも外国国籍の子供は約9000人とあり、これを差し引いた約26600人の新生児が日本国籍と外国国籍の両親との間に生まれた子供ということになる。夫が日本人、妻が外国人という組み合わせが約36000組と圧倒的に多く、うち妻の国籍は中国、フィリピンがそれぞれ3分の1。6分の1が韓国・朝鮮で、以下タイ、ブラジル、アメリカと続く。
なお日本国籍は父母のいずれかが日本人であれば取得できるが、国籍法第14条第1項（多重国籍者国籍選択制度）により、外国及び日本の国籍を取得した時が20歳未満のときは、22歳までに（出生時の場合は22歳の誕生日までに）、取得が20歳の誕生日以降であったときは取得時から2年以内に、他国の国籍を離脱する努力義務を負う（罰則はない）。同時に外国の国籍を持ちたい場合には、対応は当該国家により様々である。